# Кривина (Тимиш)
Кривина (рум. Crivina) насеље је у Румунији у округу Тимиш у општини Надраг. Oпштина се налази на надморској висини од 196 m.

## Прошлост
По "Румунској енциклопедији" насеље се помиње 1470. године. У 16. веку су постојале две Кривине - Горња и Доња.
Аустријски царски ревизор Ерлер је 1774. године констатовао да место припада Фачетском округу, Лугожког дистрикта. Становништво је било претежно влашко. Када је 1797. године пописан православни клир ту је један свештеник. Парох поп Јован Поповић (рукоп. 1793) служио се само румунским језиком. У месту "Кривинскија" је православна парохија, која потпада под Лугошки протопрезвират. Ту 1824. службује само поп Димитрије Недић.

## Становништво
Према подацима из 2002. године у насељу је живело 329 становника, од којих су сви румунске националности.